# Lógica epistêmica
A Lógica Epistêmica é uma lógica complementar da Lógica Clássica que trata do conhecimento. Enquanto a epistemologia tem uma longa tradição filosófica que remonta à Grécia Antiga, a lógica epistêmica é um desenvolvimento mais recente, com aplicações em diversos campos, como a filosofia, ciência da computação, inteligência artificial, economia e linguística. Enquanto filósofos desde Aristóteles têm discutido a lógica modal e filósofos medievais tais como Guilherme de Ockham e Duns Scotus desenvolveram muitas observações, foi Clarence Irving Lewis quem escreveu, em 1912, o primeiro tratado sistemático e simbólico dessa lógica. O desenvolvimento dessa lógica continuou amadurecendo, alcançando sua forma moderna em 1963, a partir do trabalho de Kripke.
Durante a década de 1950, publicaram-se numerosos trabalhos que mencionam uma lógica epistêmica, porém o ensaio An Essay in Modal Logic (em inglês: Um Ensaio sobre a Lógica Modal), de 1951, é reconhecido como o primeiro documento a respeito do assunto. Em 1962,  Jaakko Hintikka, escreveu Conhecimento e Crença, o primeiro livro em que se sugere o uso de modalidades para captar a semântica do conhecimento em vez de adotar as premissas aléticas com que tipicamente se desenvolve a lógica modal. Embora esse trabalho tenha fixado as bases desta lógica, desde então muitas pesquisas e avanços têm sido realizadas. Por exemplo, a lógica epistêmica foi recentemente combinada com algumas ideias da lógica dinâmica para criar uma lógica de comunicações públicas e uma lógica de atualização de produto, que tentam modelar as sutilezas epistêmicas dos diálogos. Os trabalhos neste campo foram desenvolvidos por autores como Johan van Benthem, Baltag, Moss, Solecki, entre outros.

## Modelo padrão dos mundos possíveis
A maioria das tentativas de modelar o conhecimento se baseiam no modelo de mundos possíveis. Para proceder, deve-se dividir o conjunto de mundos possíveis entre aqueles que são compatíveis com o conhecimento de um indivíduo, e os que não são. Embora esta discussão está concentrada basicamente em realizar essa tarefa utilizando o enfoque baseado na lógica, vale mencionar o outro método primário utilizado, que é o tratamento baseado em eventos. Nesta aplicação, particularmente, os eventos são conjuntos de mundos possíveis, e o conhecimento é um operador sobre os eventos. Embora as estratégias estejam interrelacionadas, há duas importantes diferenças entre ambas:
- O modelo matemática subjacente do tratamento baseado na lógica são as estruturas de Kripke, enquanto o tratamento baseado nos eventos utilizam as estruturas de Aumann.
- No tratamento baseado em eventos as fórmulas lógicas não utilizam qualquer forma, enquanto no método baseado na lógica utiliza-se o sistema de lógica modal.

Tipicamente, o tratamento baseado na lógica tem sido utilizado nos campos da filosofia, da lógica e da inteligência artificial, enquanto o tratamento baseado em eventos é mais comumente adotado em campos como a teoria dos jogos e economia. No modelo baseado na lógica, foi construída uma sintaxe e uma semântica adotando a linguagem da lógica modal.

### Sintaxe
O operador modal básico da lógica epistêmica, normalmente escrito com o símbolo K, pode ser interpretado como significando: “sabe-se que”, “É necessário desde um ponto de vista epistêmico que”, ou “é inconsistente com o que sabemos que não”. Se é representado o conhecimento de mais de um indivíduo, então agregam-se sub-índices ao operador ({\displaystyle {\mathit {K}}_{1}}, {\displaystyle {\mathit {K}}_{2}}, etc.) para indicar qual é o indivíduo a que se faz referência. De tal forma que {\displaystyle {\mathit {K}}_{a}\varphi } significa "o indivíduo {\displaystyle a} sabe que {\displaystyle \varphi }.". Assim, a lógica epistêmica pode ser entendida como um exemplo de lógica modal aplicada à representação do conhecimento. O dual de K, que estaria na mesma relação com K que {\displaystyle \Diamond } é a  {\displaystyle \Box }, não tem um símbolo específico, porém pode ser representado como {\displaystyle \neg K_{a}\neg \varphi }, o que  se lê como: "{\displaystyle a} não sabe que não {\displaystyle \varphi }" ou "{\displaystyle a} é {\displaystyle \varphi } possível". "{\displaystyle a} não sabe se {\displaystyle \varphi }" pode ser expressado como {\displaystyle \neg K_{a}\varphi \land \neg K_{a}\neg \varphi }.
De tal forma a poder utilizar as noções do conhecimento comum e do conhecimento distribuído, podem-se agregar três operadores modais adicionais a linguagem. São: {\displaystyle {\mathit {E}}_{\mathit {G}}}, lido como "todo indivíduo no grupo G sabe"; {\displaystyle {\mathit {C}}_{\mathit {G}}}, que é lido como "é um conhecimento em posição de todo indivíduo em G"; e {\displaystyle {\mathit {D}}_{\mathit {G}}}, que é lido "é conhecimento distribuído a todo agente em G". Se {\displaystyle \varphi } é uma fórmula de nossa linguagem, então também o são  {\displaystyle {\mathit {E}}_{G}\varphi }, {\displaystyle {\mathit {C}}_{G}\varphi }, e {\displaystyle {\mathit {D}}_{G}\varphi }. Da mesma maneira em que se pode omitir o sub-índice logo de {\displaystyle {\mathit {K}}} quando há um só agente, o sub-índice logo dos operadores modais  {\displaystyle {\mathit {E}}}, {\displaystyle {\mathit {C}}}, e {\displaystyle {\mathit {D}}} pode ser omitido quando o grupo é um conjunto de indivíduos.

### Semântica
Tal como foi previamente mencionado, o enfoque baseado na lógica se constrói a partir do modelo dos mundos possíveis, onde as semânticas se expressam em geral mediante estruturas de Kripke, também conhecidas como modelos de Kripke. Uma estrutura de Kripke M para n indivíduos sobre {\displaystyle \Phi } é um triplo {\displaystyle (S,\pi ,{\mathcal {K}}_{1},...,{\mathcal {K}}_{n})}, onde S é um conjunto não-vazio de estados ou mundos possíveis, {\displaystyle \pi } é uma interpretação que associa cada estado em S a uma assignação de verdade às proposições primitivas em  {\displaystyle \Phi }, y {\displaystyle {\mathcal {K}}_{1},...,{\mathcal {K}}_{n}} são as relações binárias em S para n indivíduos. É importante não confundor {\displaystyle K_{i}}, o operador modal, e {\displaystyle {\mathcal {K}}_{i}}, a relação de acessibilidade.
A assignação de verdade indica se uma proposição p é verdadeira ou falsa em um certo estado. Desta forma,  {\displaystyle \pi (s)(p)} indica se p é verdadeiro no estado s no modelo {\displaystyle {\mathcal {M}}}. A verdade depende não somente da estrutura, mas também do mundo atual. Somente porque algo é verdadeiro em um mundo não significa que também seja verdadeiro em outro mundo. Para demonstrar que uma fórmula {\displaystyle \varphi } é verdadeira em um determinado mundo, escreve-se {\displaystyle (M,s)\models \varphi }, normalmente interpretado como "{\displaystyle \varphi } é verdadeiro em (M,s)," ou "(M,s) cumpre com a relação {\displaystyle \varphi }".
É útil pensar a relação binária {\displaystyle {\mathcal {K}}_{i}} como uma relação de possibilidade, porque a mesma captura em que os mundos ou estados é que o agente i considera que são possíveis. Em geral, tem sentido que {\displaystyle {\mathcal {K}}_{i}} seja uma relação de equivalência, dado que sta é a forma mais forte e mais apropriada para a maioria das aplicações. Uma relação de equivalência é uma relação binária que é reflexiva, simétrica e transitiva. A relação de acessibilidade não tem estas características; certamente há outras opções possíveis, tais como aquelas que se utilizam quando se modelam crenças no lugar de conhecimento.

#### Axioma da introspecção negativa
O axioma da instrospecção negativa diz que os agentes sabem que é o que não sabem/conhecem.
{\displaystyle \neg K_{i}\varphi \implies K_{i}\neg K_{i}\varphi }

### Sistemas de axiomas
Podem-se derivar diferentes lógicas modais tomando subconjuntos distintos destes axiomas, e estas lógicas são normalmente chamadas segundo os axiomas mais importantes que se utilizem. Entretanto, nem sempre é o caso. KT45, a lógica modal que resulta da combinação K, T, 4, 5, e a Regra da Generalização do Conhecimento, é conhecida como S5. Esta é a razão pela qual as propriedades descritas previamente são chamadas de “propriedades S5”.
A lógica epistêmica também analisa as crenças, não somente o conhecimento. O operador básico modal em geral se escreve como  B em vez de K. No entanto, neste caso, o axioma do conhecimento não parece ser verdadeiro – somente às vezes os agentes acreditam na verdade – pelo que em geral se substitui com o axioma de consistência, tradicionalmente chamado  D:
{\displaystyle \neg B_{i}\bot }
que estabelece que o agente não crê numa contradição, ou no que é falso. Quando D substitui T em S5, o sistema resultante se chama KD45. Isto também resulta num conjunto de propriedades distintas para {\displaystyle {\mathcal {K}}_{i}}. Por exemplo, em um sistema no qual um agente “crê” que algo é verdadeiro, mas em realidade não é, a relação de acessibilidade seria não-reflexiva. A lógica das crenças se chama lógica doxástica.